# Damon Williams
Damon Kion Williams (Seattle, 12 dicembre 1973) è un ex cestista e allenatore di pallacanestro statunitense.

## Carriera
Nel 1999 vola in Finlandia per iniziare quella che si rivelerà poi essere la prima di una lunga serie di tappe nei campionati europei. Con la canotta del Pyrbasket si laurea capocannoniere del campionato 1999-2000 con una media di 29,7 punti a partita, oltre a 11,6 rimbalzi e 3 assist. Si conferma miglior marcatore anche nell'edizione seguente – anch'essa trascorsa con il Pyrbasket – durante la quale realizza 27,8 punti a gara, a cui aggiunge 10,3 rimbalzi e 3,2 assist.
Nella stagione 2001-2002, trascorsa con gli ungheresi dell'Albacomp, è il secondo miglior marcatore di quell'edizione del campionato magiaro.
Nel settembre del 2002 viene ingaggiato dal Progresso Castel Maggiore, nella seconda serie italiana. Con i suoi 17,7 punti e 7,8 rimbalzi, Williams contribuisce a portare la squadra allenata da Giampiero Ticchi alle semifinali dei play-off di Legadue per la prima volta nella storia del club.
Rimane nella Legadue italiana anche per la stagione seguente, con l'ingaggio da parte della Robur Osimo. Qui segna 24,8 punti a partita (quarto miglior marcatore di quell'edizione) e cattura 8,9 rimbalzi di media, aiutando la formazione marchigiana a raggiungere la salvezza. A livello personale, chiude inoltre al primo posto per valutazione.
Le sue prestazioni in Legadue gli valgono la chiamata nella massima serie italiana, nell'agosto del 2004 infatti si accorda con la Scandone Avellino di Serie A. Nel corso della sua annata in Irpinia, viaggia a 15,7 punti e 8,1 rimbalzi a gara. Dopo una breve parentesi estiva in Messico ai Soles de Mexicali, nel 2005-2006 è di scena a Biella, sempre in Serie A. Con la canotta dei piemontesi totalizza in media 18,6 punti e 7,3 rimbalzi, che contribuiscono al raggiungimento dei quarti di finale dei play-off. Williams rimane sui parquet della massima serie italiana anche nel 2006-2007, quando con i colori di Udine mette a referto 11,7 punti e 6,6 rimbalzi con un minutaggio medio che, a differenza delle precedenti parentesi, scende sotto ai 30 minuti (27,2).
Al termine delle cinque stagioni trascorse in Italia, Williams decide di fare ritorno in Finlandia, paese di origine della moglie che aveva conosciuto proprio durante la sua prima parentesi a Tampere. Dal 2007 al 2016 – eccezion fatta per l'annata 2008-2009 al KTP-Basket – veste i colori del Tampereen Pyrintö, il suo vecchio club che nel frattempo aveva cambiato denominazione. Durante questo periodo vince tre campionati finlandesi (2010, 2011 e 2014) e una Coppa di Finlandia (2013), mentre individualmente viene eletto MVP del campionato 2011 (riconoscimento che già aveva ottenuto nel 2001) e tre volte MVP delle finali play-off (2010, 2011, 2014).
Si ritira all'età di 44 anni dopo una stagione al Kobrat e una trascorsa nella seconda serie nazionale con la squadra riserve del Tampereen Pyrintö. Dopo un anno da assistente allenatore della Pyrintö Akatemia, nel 2019-2020 viene promosso capo allenatore dell'accademia stessa, militante nella seconda serie nazionale e facente sempre capo al Tampereen Pyrintö. Oltre a ciò, diventa anche assistente allenatore della prima squadra, ovvero il Tampereen Pyrintö.

## Palmarès

### Squadra
- Campionato finlandese: 3

Tampereen Pyrintö: 2009-10, 2010-11, 2013-14
- Coppa di Finlandia: 1

Tampereen Pyrintö: 2013

### Individuale
- Korisliiga MVP straniero: 2

Pyrbasket: 2000-01
Tampereen Pyrintö: 2010-11
- Primo quintetto della LegAdue: 1

2002-2003
- Miglior giocatore per valutazione: 1

2003-2004
- Korisliiga MVP finali: 3

Tampereen Pyrintö: 2009-10, 2010-11, 2013-14